# Rothenstein (Weißenburg)
Rothenstein ist ein Gemeindeteil der Großen Kreisstadt Weißenburg in Bayern im Landkreis Weißenburg-Gunzenhausen (Mittelfranken, Bayern). Rothenstein liegt in der Gemarkung Neudorf.

## Lage
Das Dorf Rothenstein befindet sich rund 8 km südöstlich von Weißenburg und nordwestlich von Eichstätt. Die Landkreisgrenze zum oberbayerischen Landkreis Eichstätt verläuft südöstlich der Ortschaft; in der Nähe sind die Grenzen zu den Gemeinden Pappenheim und Raitenbuch. Durch Rothenstein verläuft die Bundesstraße 13. Nördlich befinden sich ein Naturschutzgebiet und der Laubenbuch. Bei Rothenstein liegt der 562 m hohe Kohlbuck.

## Chronik von Rothenstein
Rothenstein wurde erst nach dem Bau der Verbindungsstraße von Weißenburg nach Eichstätt, also nach 1766 gegründet. Dennoch ist der Platz ein geschichtsträchtiger Ort. So lebte hier der Einsiedler „Thomas“, der um das Jahr 1200 Haus, Brunnen und eine Kapelle errichtete, wovon der Name des umliegenden Waldes zeugt. Auch der Willibaldsbrunnen in Weißenburg weist auf die Missionare Willibald, Wunibald und Sola hin, die häufig hier vorüber kamen.
In späterer Zeit verfiel die Behausung des Einsiedlers und die Kapelle. Nach dem Beschluss aus dem Jahre 1534 sollte sie wieder aufgebaut werden. Über die Ausführung dieses Vorhabens liegen jedoch keine Aufzeichnungen vor. Erst im Jahre 1745 taucht der Ort wieder in den Annalen auf. Er heißt dann bereits Sankt Thomas Cabel (zur Kapelle des heiligen St. Thomas). Reste des Gebäudes sind noch heute Zeugen aus dieser Zeit.
Nahe dem heutigen Rothenstein standen auch die berühmten sieben Eichenkreuze. Nach einer Forstkarte aus dem 15. Jahrhundert bildeten sie die Form eines lateinischen Kreuzes. Ebenso sind diese Kreuze auf der Landtafel Appians aus dem Jahre 1568 verzeichnet. Im 19. Jahrhundert wurden sie entfernt.

### Anfänge des Ortes
Im 18. Jahrhundert ließ sich der damalige Graf Wilhelm zu Pappenheim – angelockt durch den Wildreichtum dieser Gegend – an dieser Straßeneinmündung ein Jagdhaus bauen. Schon bald darauf entstand eine Bierhütte für die Straßen- und Waldarbeiter. Kurze Zeit später wird daraus das Wüst’sche Wirtshaus (Gasthaus zum Elefanten). In der Folgezeit fördert der Graf weitere Ansiedlungen, indem er Grund und Boden kostenlos oder zumindest sehr billig zur Verfügung stellte.
So entstand bereits wenige Jahre später ein Ort, der den Namen Rothenstein erhielt. Der Name stammt von der Herrschaft Rothenstein in Schwaben, die bis zum Jahre 1692 zum Besitz der schwäbischen Linie der Grafen von Pappenheim gehört hatte. Im kirchlichen und schulischen Bereich schließt sich die Ansiedlung an das benachbarte Neudorf an, von wo aus zu Beginn auch die Verwaltung geleitet wurde.

### Ausbau
Den Ort kann man zu dieser Zeit noch nicht als Gemeinde bezeichnen. Einer Übersicht über alle Orte im Rezatkreis (im Wesentlichen der heutige Regierungsbezirk Mittelfranken) ist zu entnehmen, dass der „Weiler“ Rothenstein zum Steuerdistrikt Bieswang, zum Herrschaftsgericht Pappenheim und zum Rentamt (Finanzamt) Weißenburg gehörte.
Die Bildung der Gemeinden vollzieht sich erst nach 1800. Die ersten Gemeindeedikte von 1808 waren noch ungenügend, auch die ersten Ansätze mit der Einteilung des Landes in Steuerdistrikte waren neben den bestehenden Pfarrsprengeln für die Bildung der politischen Gemeinden ungeeignet. Eine weitere Schwierigkeit war das Bestehen von adeligen Herrschaftsgerichten, die dabei berücksichtigt werden mussten.
Das Gemeindeedikt von 1818 formierte diejenigen bäuerlichen Ansiedlungen, die mindestens 20 Familien umfassten, zu sogenannten Landgemeinden (Abgeschlossen wurde diese Entwicklung mit der Landesvermessung in den folgenden Jahren). Verwaltungsorgan der Landgemeinden war der Gemeindeausschuss mit einem Vorsteher an der Spitze, dem als beratendes Organ die Gemeindeversammlung zur Seite stand.
Aufsichtsbehörde der Gemeinde blieb bis 1848 das Herrschaftsgericht Pappenheim. In diesem Jahr wurde die adelige Gerichtsbarkeit in Bayern aufgehoben (eine der Hauptforderungen der Revolution von 1848). Die Behörden wurden in Gerichts- und Polizeibehörden umgewandelt („Polizei“ im Sinn von allgemeiner Verwaltung). Im Jahr 1852 erlangen sie den Status eines Landgerichtes. 1862 wird das Bezirksamt Weißenburg gebildet (Vorgänger des Landratsamtes), das aus den ehemaligen Landgerichten Weißenburg, Ellingen und Pappenheim zusammengesetzt wurde.

### 20. Jahrhundert
Rothenstein kam im Zuge der Gemeindegebietsreform am 1. Juli 1972 zu Weißenburg in Bayern.

## Sehenswertes
- Bei Rothenstein befinden sich mehrere Grabhügel und ein Grabhügelfeld der Bronze- und Hallstattzeit mit mindestens 15 Hügeln und Nachbestattungen der Latènezeit und des frühen Mittelalters.
- Südlich von Rothenstein gab es eine römische Villa Rustica.
- Das Schloss Rothenstein ist ein einfacher zweistöckiger Mansardwalmdachbau mit Schopf und Zwerchhaus, der 1795 mit seinen eingeschossigen Anbauten als Jagd- und Gutshaus von den Grafen von Pappenheim erbaut wurde.[6]
- In Rothenstein befinden sich zwei als Baudenkmal gekennzeichnete Austragshäuser. Das eingeschossige Austragshaus Förstergasse 1 mit Kniestock und Flachsatteldach wurde im 19. Jahrhundert in Jura-Bauweise erbaut und nachträglich erweitert. Das eingeschossige Austragshaus Ingolstädter Straße 3 mit traufständigem Flachsatteldach, Legschieferdach, Fachwerk und Kniestock wurde in Jura-Bauweise im frühen 19. Jahrhundert erbaut.
- Das Naturschutzgebiet Eichen-Hainbuchenwald Laubenbuch bei Rothenstein mit dem Waldlehrpfad „Laubenbuch“. Er hat eine Länge von 3 km und zeigt die heimischen Baum- und Straucharten, Lehrtafeln zum Ökosystem Wald und einen Eichen-Hainbuchen-Wald.[7]
- Die Grubschwart, ein altes Grubengebiet im Raitenbucher Forst.
- Der Lehrpfad entstand nach der Idee und Initiative von Arthur Rosenbauer.

## Ortsvereine
- Evangelische Landjugend
- Schützenverein Diana Rothenstein
- Freiwillige Feuerwehr Rothenstein e. V.
- Opelfreunde Rothenstein e. V.